# Storkvarvet
Der Storkvarvet (norwegisch für Großer Scheiterhaufen) ist ein in der Geßnerspitze 3020 m hoher Berg im ostantarktischen Königin-Maud-Land. Am nordöstlichen Ende des Mühlig-Hofmann-Gebirges ragt er nördlich des Habermehlgipfels auf.
Erste Luftaufnahmen entstanden bei der Deutschen Antarktischen Expedition 1938/39 unter der Leitung des Polarforschers Alfred Ritscher. Norwegische Kartografen, die ihn auch deskriptiv benannten, kartierten ihn anhand von Luftaufnahmen und Vermessungen der Dritten Norwegischen Antarktisexpedition (1956–1960).